# Trubadurzy
A Trubadurzy lengyel beatzenekar 1963-ban alakult Łódźban.

## Tagok
- Sławomir Kowalewski (1963-tól)
- Marian Lichtman (1963-tól)
- Krzysztof Krawczyk (1963-1973)
- Jerzy Krzemiński (1963-1967)
- Bogdan Borkowski (1963-1965)
- Sława Mikołajczyk (1965)
- Ryszard Poznakowski (1967-1969, 1971-től)
- Piotr Kuźniak
- Danuta Poznakowska (1985-től)
- Halina Żytkowiak (1969-1973)
- Jacek Malanowski

## Lemezeik
- Krajobrazy (Pronit, 1968)
- Ej, sobótka, sobótka (Pronit, 1969)
- Kochana (Pronit, 1970)
- Zaufaj sercu (Pronit, 1971)
- Będziesz Ty... (Pronit, 1973)
- Znowu razem (Pronit, 1976)
- Przeboje (Pronit, 1986)
- Popołudnie z młodością: Trubadurzy 1991
- Złote Przeboje - Znamy się tylko z widzenia 1994
- Trubadurzy śpiewają piosenki S. Kowalewskiego (Polskie Nagrania, 1997)
- Znamy się tylko z widzenia - Złote przeboje 1998
- Zagrajmy rock & rolla jeszcze raz 1998
- Kochana (Polskie Nagrania, 1998)
- Moje rodzinne miasteczko - Trubadurzy śpiewają piosenki M. Lichtmana (Polskie Nagrania, 1999)
- Trubadurzy - Złote Przeboje 1999
- Cóż wiemy o miłości - Złota Kolekcja (EMI Music Poland, 2002)
- 45 RPM: Kolekcja singli i czwórek (Polskie Nagrania, 2005)
- Gwiazdozbiór muzyki rozrywkowej (Polskie Nagrania, 2005)
- The Best - Cóż wiemy o miłości (Agencja Artystyczna MTJ, 2006)